# Județ d'Alba
Pour les articles homonymes, voir Alba.
Le județ d'Alba (en roumain : județul Alba et en hongrois : Fehér megye) est un județ (département) de Roumanie en Transylvanie avec comme chef-lieu Alba Iulia.

## Histoire
Le județ d'Alba est le successeur de l'ancien comitat de Fehér créé en 1003 lors de la fondation du royaume de Hongrie. 
Il fut attribué par le traité de Trianon en 1920 au royaume de Roumanie.

## Géographie
Les județe voisins de celui d'Alba sont :
- à l'ouest, le județ de Hunedoara, le județ de Bihor et le județ d'Arad.
- au nord, le județ de Cluj.
- au nord-est, le județ de Mureș.
- au sud-est, le județ de Sibiu.
- au sud, le județ de Vâlcea.

Quatre massifs montagneux sont répartis sur le territoire du județ d'Alba : les monts Bihor, les monts Muntele Mare, les monts Traiascău et les monts métallifères.

## Population

### Composition ethnique

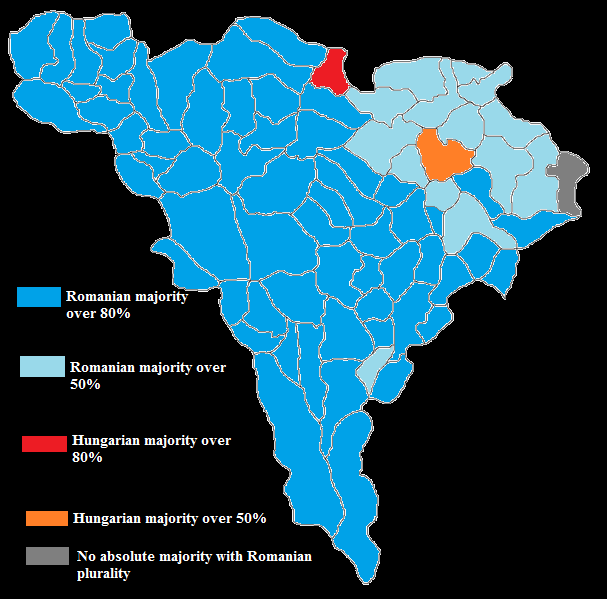
Groupe ethnique majoritaire par commune en 2011.

La composition ethnique du județ d'Alba s'est profondément modifiée au cours du XXe siècle.
La proportion des habitants roumains a augmenté tout au long du siècle et elle est passée de 262 927 personnes en 1910, soit 79,5 % de la population totale, à 291 850 personnes en 2011, soit 90,65 %.
Dans le même temps, la population magyarophone est passée de 13,7 % à 4,61 %. Cette population a subi une première chute après le démantèlement de l'Empire austro-hongrois en 1918 et le rattachement de la Transylvanie à la Roumanie à la suite du traité de Trianon, puis une lente érosion au cours du siècle et une nouvelle chute après 1989.
Quant à la minorité allemande présente en 1910, 16 613 personnes et 5 % de la population totale, elle a subi une lente érosion et une chute importante après la révolution roumaine de 1989 et l'ouverture des frontières (728 personnes, 0,23 % en 2011), la quasi-totalité de la communauté ayant émigré vers l'Allemagne.
Une grande partie de la communauté juive a été décimée au cours de la Seconde Guerre mondiale par les Nazis durant la Shoah (3 400 en 1930 (1 % de la population), 1 015 en 1956. Le reste a petit à petit émigré vers les États-Unis ou Israël.
La communauté Roms a vu sa population augmenter régulièrement, passant de 6 722 personnes en 1930 (1,9 %) à 14 292 personnes en 2011 (4,44 %).

## Politique
| Parti | Parti                             | Sièges |
| ----- | --------------------------------- | ------ |
|       | Parti national libéral (PNL)      | 19     |
|       | Parti social-démocrate (PSD)      | 6      |
|       | Alliance 2020 USR-PLUS (USR-PLUS) | 4      |
|       | Parti Mouvement populaire (PMP)   | 3      |

## Villes et communes

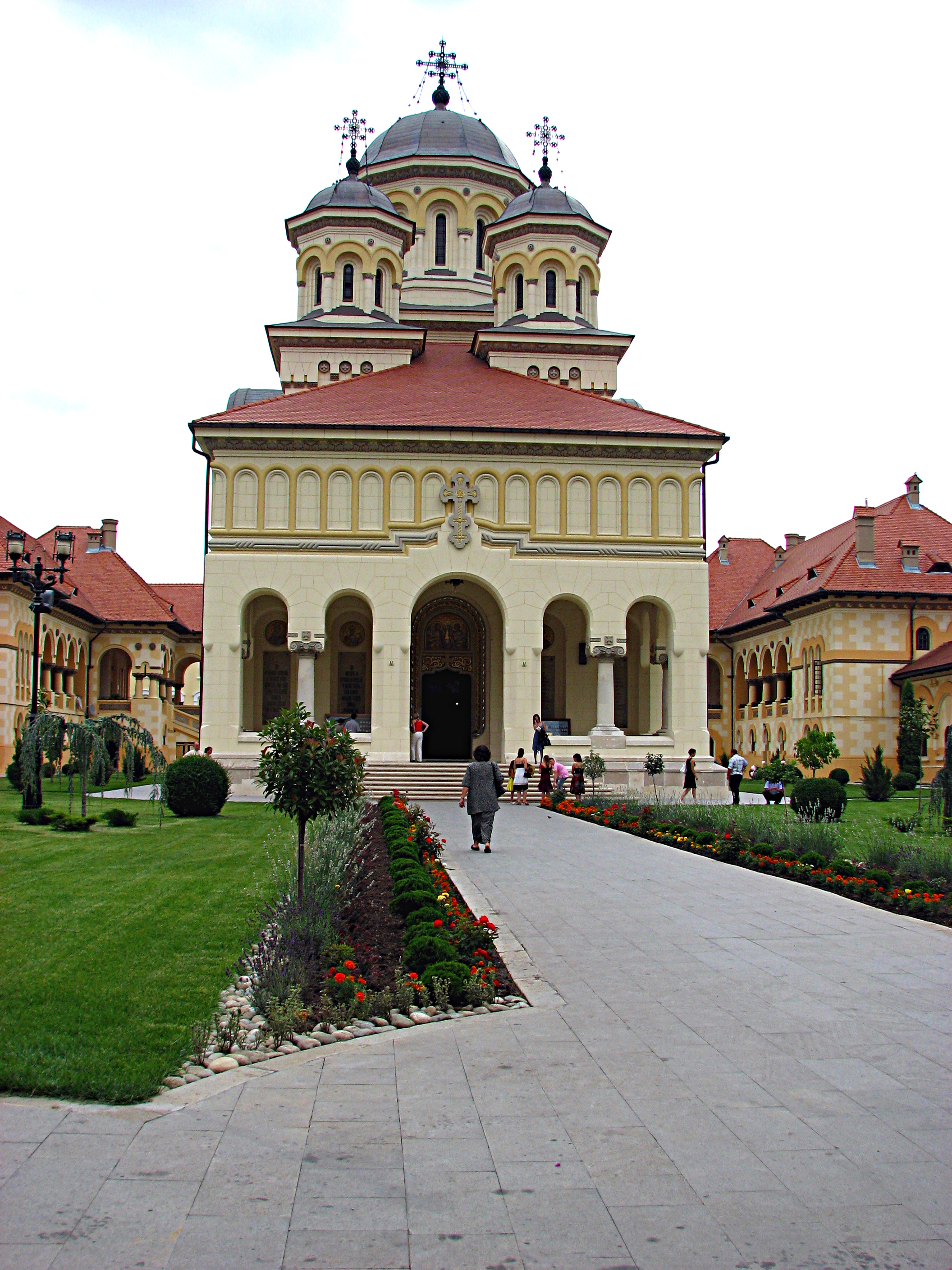
Cathédrale de la Trinité, à Alba Iulia.

### Municipalités
(population en 2007)
- Alba Julia (66 842)
- Aiud (26 367)
- Blaj (20 910)
- Sebeș (29 225)

### Villes
(population en 2007)
- Abrud (5 865)
- Baia de Arieș (4 490)
- Câmpeni (7 909)
- Cugir (26 561)
- Ocna Mureș (15 268)
- Teiuș (7 364)
- Zlatna (8 335)

### Communes
- Albac
- Almașu Mare
- Arieșeni
- Avram Iancu
- Berghin
- Bistra
- Blandiana
- Bucerdea Grânoasă
- Bucium
- Câlnic
- Cenade
- Cergău
- Ceru-Băcăinți
- Cetatea de Baltă
- Ciugud
- Ciuruleasa
- Crăciunelu de Jos
- Cricău
- Cut
- Daia Română
- Doștat
- Fărău
- Galda de Jos
- Gârda de Sus
- Gârbova
- Hopârta
- Horea
- Ighiu
- Întregalde
- Jidvei
- Livezile
- Lupșa
- Lopadea Nouă
- Lunca Mureșului
- Meteș
- Mihalț
- Mirăslău
- Mogoș
- Noșlac
- Ocoliș
- Ohaba
- Pianu
- Poiana Vadului
- Ponor
- Poșaga
- Rădești
- Râmeț
- Rimetea
- Roșia de Secaș
- Roșia Montană
- Sălciua
- Săliștea
- Săsciori
- Sâncel
- Sântimbru
- Scărișoara
- Sohodol
- Stremț
- Șibot
- Șona
- Șpring
- Șugag
- Unirea
- Vadu Moților
- Valea Lungă
- Vidra
- Vințu de Jos

## Tourisme
- Liste des châteaux du județ d'Alba
- les églises fortifiées de Transylvanie
- les Monts Apuseni
- Pays des Moți